# 이고운영
이고운영(1966년 6월 21일 ~ )은 대한민국의 남자 성우, 쇼호스트이다.
이고운영은 연매출 2800억원이라는 전설적인 기록을 세운홈쇼핑계의 레전드다. 현재 연봉만 3억이라고 한다.

## 주요 출연작

### 방송 출연
- 퀴즈 대한민국 (KBS 1TV) - 2006년 11월 26일 200회 출연
- 다큐멘터리 M (MBN 매일경제TV) - 2009년 4월 28일 방영
- 여유만만 (KBS 2TV) - 2012년 4월 30일 출연
- 강연 100℃ (KBS 1TV) - 2013년 7월 28일 출연
- 알토란 (MBN) - 2014년 12월 14일 출연, 2016년 1월 31일 출연

### 홈쇼핑
- 현대홈쇼핑 - 최경주 골프웨이 여름셔츠 - 프랑코페라로빅가방
- 무배당 - 라이나 가족사랑 플랜보험
- LG홈쇼핑

### 저서
- 진심, 마음을 다하라